# Obitelj von Grone
Grone (donjonjemački Chrone) je njemačka velikaška obitelj iz Donje Saske, koja ime duguje svojem nekadašnjem sjedištu, utvrđenoj palači (njem. Pfalz) Grona u blizini današnjega Göttingena.

## Povijest obitelji
Obitelj Grone pripada njemačkom praplemstvu. 1134. spominje se u dokumentima Bevo de Grune, prvi poznati pripadnik ove obitelji. U 14. stoljeću izvjesni Otto von Grone službuje kao ratzenburški biskup. Nadalje se u dokumentima spominje da od 1463. obitelj posjeduje dobro Kirchbrak. Heinrich von Grone, carski konjički kapetan (Kaiserlicher Rittmeister), sudjelovao je u sedam bitaka na području Ugarske, a znamenit je i po tome što je doživio 106 godina. Pokopan je u crkvi Sv. Mihaela u Kirchbraku. Imanje je nakon njegove smrti podijeljeno među njegovim trima sinovima. Od 14. stoljeća obitelj uživa pravo patronata nad crkvama u Kirchbraku. Vlastelinska kurija koja je od 15. stoljeća bila sjedište obitelji pretrpjela je veliki požar u 19. stoljeću te je nasposljetku srušena. Današnja kurija Kirchbrak zapravo je nadograđena i preuređena nekadašnja gospodarska zgrada na imanju. 1963. obitelj je prodala imanje Kirchbrak[nedostaje izvor].Danas preostali živući pripadnici obitelji von Grone dijele se na dvije linije, nazvane prema trenutnim rezidencijama: linija Grone-Heinrichshagen i Grone-Westerbrak. Početkom 18. stoljeća od obitelji se odvojila kadetska kuća Fenrich nakon što je Achaz Eduard von Grone oženio katolkinju, Mariju Elisabethu von Fenner.
- Spomenik kod Göttingena na mjestu gdje se nalazila utvrđena palača (Pfalz) Grona.
- Tlocrt nekadašnje utvrde Grona. Legenda: A) dvorana, B) stambene prostorije, C) dvorska kapela, D) velika zgrada.

## Grb obitelji
U srebrnom štitu zlatno-crvena karo šahovnica od šesnaest polja. Na kacigi vijenac s ponovljenom šahovnicom. Plašt je zlatno-crveni.

Na kasnijim prikazima grbova pojavljuje se još i plemićka kruna (Rangkrone) i nosači, dva anđela s raširenim krilima slijeva i zdesna držeći štit.
- Izvorni grb obitelji.
- Kasniji prikaz grba s nosačima (anđeli) i sloganom.

## Poznati članovi obitelji
- Otto Albert von Grone (1841. – 1907.), pruski general-potpukovnik, počasni vitez Reda viteza Ivanovaca od Jeruzalema
- Hans-Udo Hermann Georg von Grone (1886. – 1968.), njemački političar (DNVP, NSDAP)
- Jürgen Alexander von Grone (1887. – 1978.), književnik i pruski pukovnik, vitez Reda Pour le Mérite